# Parnassia davidii
Parnassia davidii là một loài thực vật có hoa trong họ Dây gối. Loài này được Franch. mô tả khoa học đầu tiên năm 1885.